# Molde
Moldeⓘ ist eine Kommune im norwegischen Fylke Møre og Romsdal. Die Kommune hat 33.163 Einwohner (Stand: 1. Januar 2025). Die Stadt Molde ist Verwaltungssitz der Kommune Molde und des Fylkes Møre og Romsdal.

## Geografie

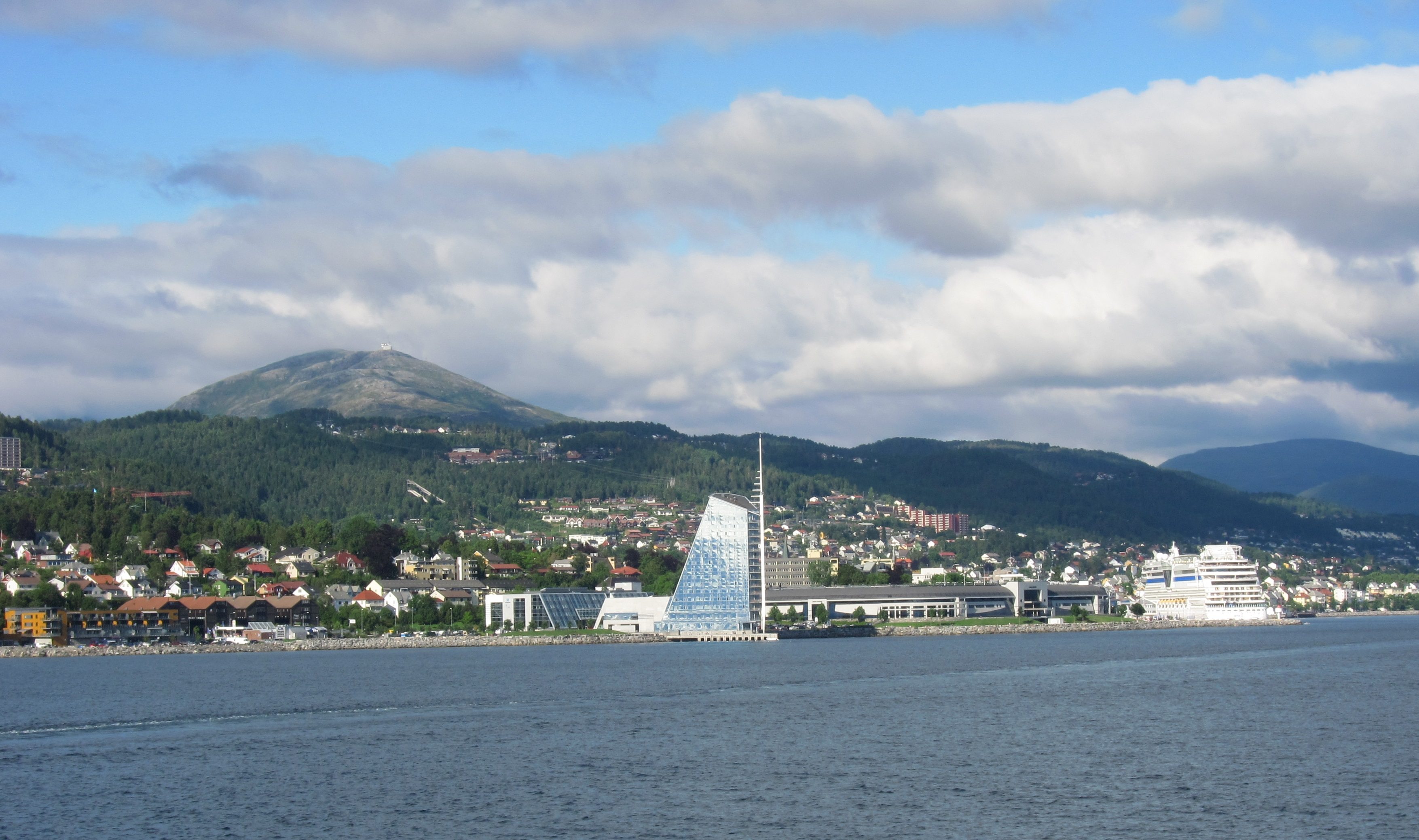
Blick auf die Stadt Molde

Die Kommune Molde erstreckt sich von der norwegischen Westküste bis in das Gebirge Dovrefjell im Landesinneren. Vom Landesinneren bis an den nordwestlichsten Punkt der Kommune sind rund 150 Kilometer Abstand. Die Stadt Molde befindet sich im nordwestlichen Teil der Kommune, der von Fjorden, Inseln und Halbinseln geprägt ist. Ganz im Westen liegen die Inseln Otrøya, Midøya und Dryna, die früher die Kommune Midsund ausmachten. Aus dem Westen schneidet sich dort der Romsdalsfjord in das Land ein. Der Fjord teilt sich in verschiedene Fjordarme auf. Südlich der Stadt Molde trennt der Sund Moldefjord das Gebiet auf dem Festland von mehreren Inseln ab. Dort liegt ein kleiner Schärengarten mit Schäreninseln wie Bjørsetholmen, Moldeholmen und Reknesholmen. Der Südosten von Molde befindet sich hingegen im Landesinneren, wo viele Berge Höhen von über 1000 moh. erreichen. Dieses Gebiet gehörte bis Ende 2019 zur Kommune Nesset.
Im Westen von Molde grenzen die Kommunen Ålesund und Vestnes an, wobei beide Grenzen vollständig im Meer verlaufen. Im Norden grenzt Molde an die Inselkommune Aukra sowie an Hustadvika und Gjemnes. Die Nordostgrenze zur Kommune Tingvoll verläuft im Tingvollfjord. Im Landesinneren besteht im Osten die Grenze zu Sunndal, im Süden zur Kommune Lesja im Nachbarfylke Innlandet und im Westen zu Rauma. Im Südosten der Kommune geht ein kleines Gebiet in den Dovrefjell-Sunndalsfjella-Nationalpark (Dovrefjell-Sunndalsfjella nasjonalpark) ein, der sich über insgesamt fünf Kommunen erstreckt.
Das südöstliche Festlandgebiet ist von Bergen geprägt. Die Erhebung Høgbøra im Süden von Molde stellt mit einer Höhe von 1964,41 moh. den höchsten Punkt der Kommune Molde dar. Im Zentrum der Berge im Südosten der Kommune befindet sich das Tal Eikesdalen mit dem See Eikesdalsvatnet. Im Südwesten des Eikesdalsvatnets mündet die Mardøla in den See. Der Fluss hat den Wasserfall Mardalsfossen in seinem Lauf. Auf der Südgrenze zu Lesja liegt der See Aursjøen, der mit der Aura einen Abfluss hat, der zum Eikesdalsvatnet fließt. Aus dem Eikesdalsvatnet fließt die Eira Richtung Norden in den Eresfjord ab. Die Gesamtfläche der Kommune beträgt 1.503,36 km², wobei Binnengewässer zusammen 68,42 km² ausmachen. Der größte See der Kommune ist das Eikesdalsvatnet mit einer Fläche von rund 23 km².

## Einwohner
Die meisten Einwohner leben entlang der Küstenlinie. Insbesondere um die Stadt Molde herum, an der Nordseite des Molde- und Fannefjords, lebt ein großer Anteil der Einwohner. Die Stadt Molde selbst erstreckt sich auf rund elf Kilometern entlang der Küste. In der Kommune liegen mehrere sogenannte Tettsteder, also mehrere Ansiedlungen, die für statistische Zwecke als eine städtische Siedlung gewertet werden. Diese sind Molde mit 22.410, Hjelset mit 1001, Kleive mit 422, Hovdenakken mit 317, Nesjestranda mit 539, Torhaug mit 261, Geitnes mit 356, Eidsvåg mit 986, Rausand mit 250 und Midsund mit 590 Einwohnern (Stand: 1. Januar 2024).
Die Einwohner der Gemeinde werden Moldensar und Moldenser genannt. Molde hat wie einige weitere Kommunen der Provinz Møre og Romsdal weder Nynorsk noch Bokmål als offizielle Sprachform, sondern ist in dieser Frage neutral.
| Jahr          | 1986   | 1990   | 1995   | 2000   | 2005   | 2010   | 2015   | 2020   | 2025   |
| ------------- | ------ | ------ | ------ | ------ | ------ | ------ | ------ | ------ | ------ |
| Einwohnerzahl | 26.928 | 27.555 | 28.214 | 28.977 | 29.244 | 29.821 | 31.435 | 31.967 | 33.163 |

## Geschichte

### Stadtgeschichte
Molde war ab dem Spätmittelalter im Holzhandel mit England und den Niederlanden aktiv. Im Jahr 1614 erhielt Molde unter dem Namen Molde Fiære die Rechte als Ladested. Molde war als solcher Trondheim untergeordnet. Im Jahr 1742 erhielt Molde gemeinsam mit Kristiansund die Stadtrechte (Kjøpstad). Gegen Ende des 19. Jahrhunderts galt Molde als ruhige Stadt mit zahlreichen gepflegten Gärten. Dies brachte zahlreiche Touristen nach Molde, weshalb mehrere Hotels gebaut wurden, und gab der Stadt den Beinamen „Stadt der Rosen“ (Rosenes by).
Im Zweiten Weltkrieg war Molde das letzte Quartier des norwegischen Königs Haakon VII., bevor dieser am 29. April ins Ausland floh. Er kam am 23. April 1940 in Molde an. Nachdem die Stadt bereits am 15. April einer Bombe ausgesetzt worden war, zerstörte die deutsche Luftwaffe Molde ab dem 24. April 1940 fast vollständig. Die heutige Bausubstanz der Stadt ist großenteils nach Ende des Zweiten Weltkriegs entstanden. Die so genannte Königsbirke ist Erinnerungszeichen für die deutsche Okkupation Norwegens im Zweiten Weltkrieg.

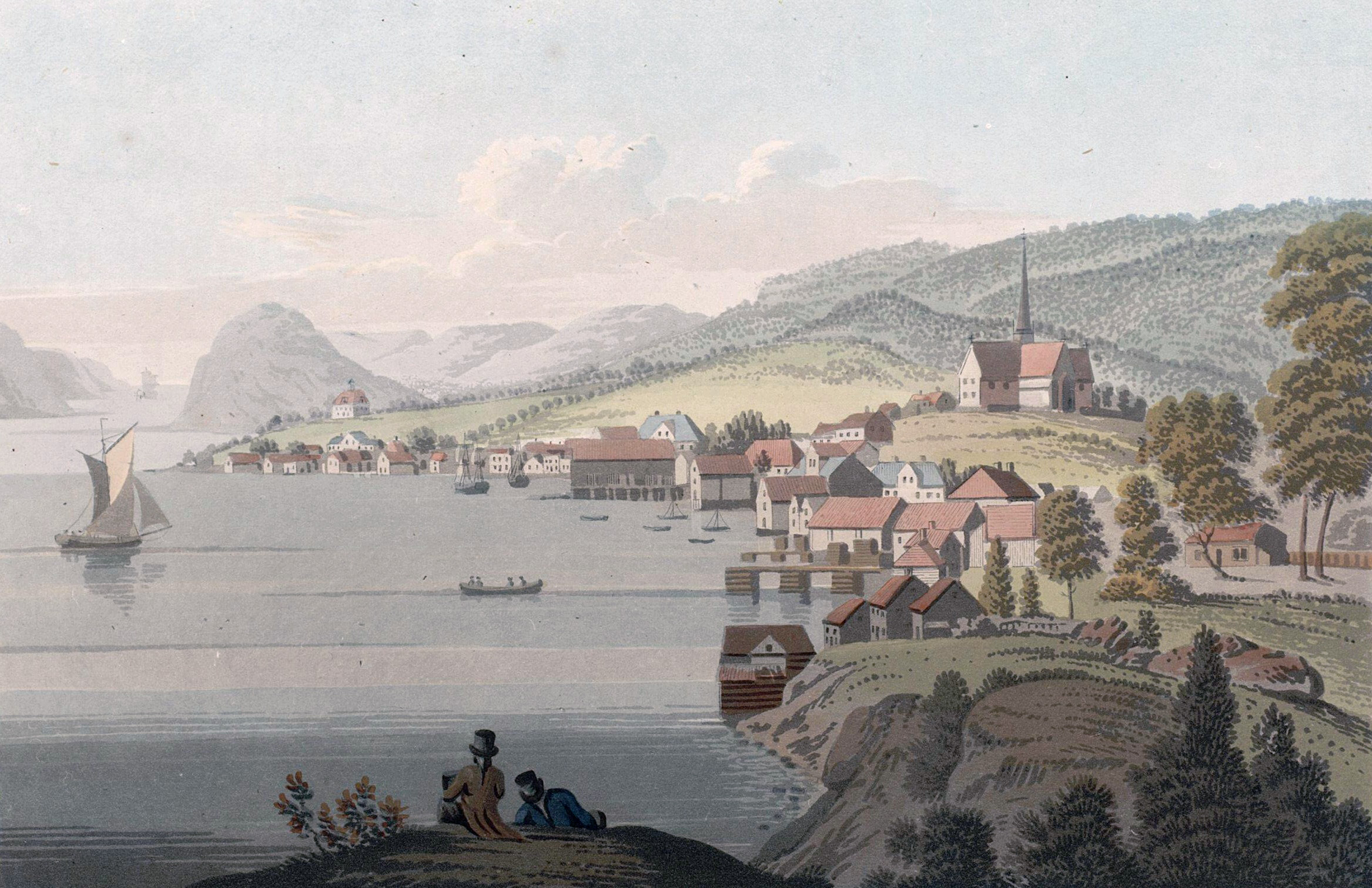
Gemälde der Stadt Molde, 1800
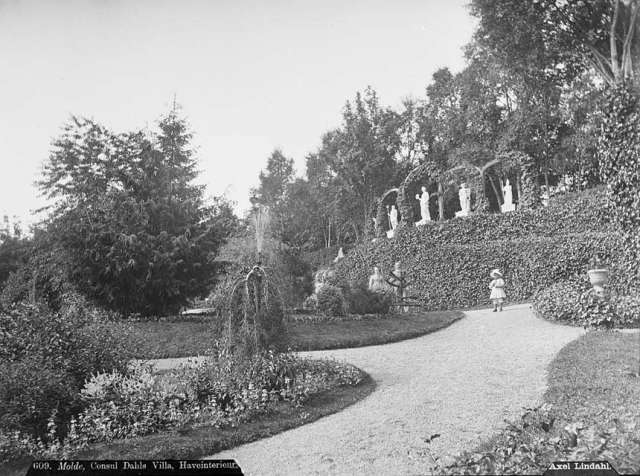
Garten in Molde zwischen 1880 und 1890
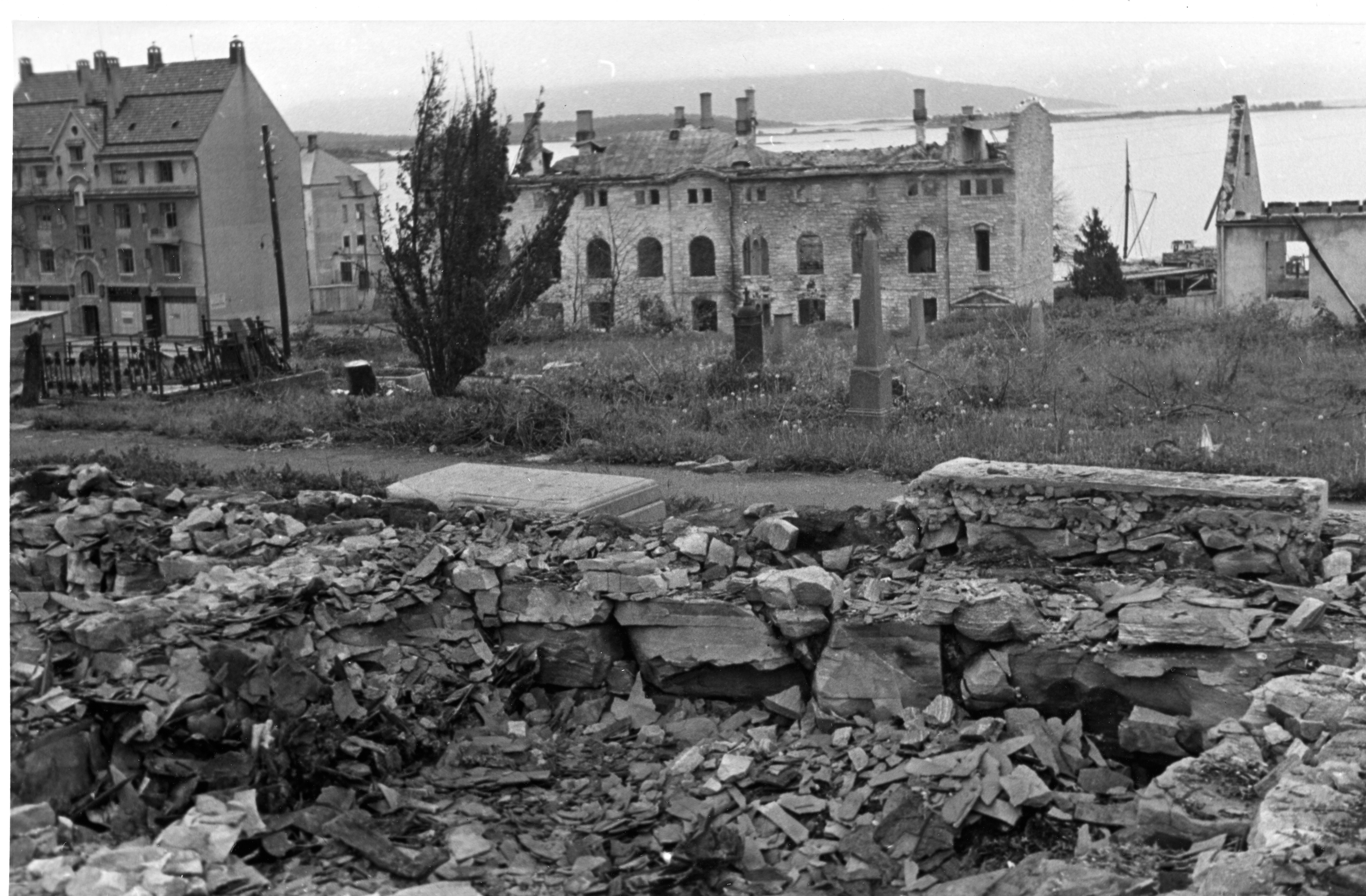
Zerstörungen in Molde, Juli 1940

### Eingemeindungen
Die Kommune Molde wurde bei der Einführung der lokalen Selbstverwaltung gegründet. Im Juli 1915 ging ein Gebiet mit 183 Einwohnern von Bolsøy an Molde über. Am 1. Januar 1964 wurde Molde mit Bolsøy, einem Teil von Veøy sowie einem kleineren Gebiet der Kommune Nord-Aukra fusioniert. Vor der Grenzänderung hatte Molde 8289 Einwohner. Bolsøy brachte 7996 Einwohner ein. Von Veøy kamen 756 und von Nord-Aukra 77 Bewohner neu zur Kommune Molde hinzu.
Am 1. Januar 2020 kamen im Rahmen der landesweiten Kommunalreform die Kommunen Nesset und Midsund hinzu. Die Kommune Midsund hatte von 1965 bis 2019 bestand und entstand, als man Sør-Aukra mit 1912 Einwohnern mit Teilen von Vatne zusammenlegte.

## Wirtschaft und Infrastruktur

### Verkehr

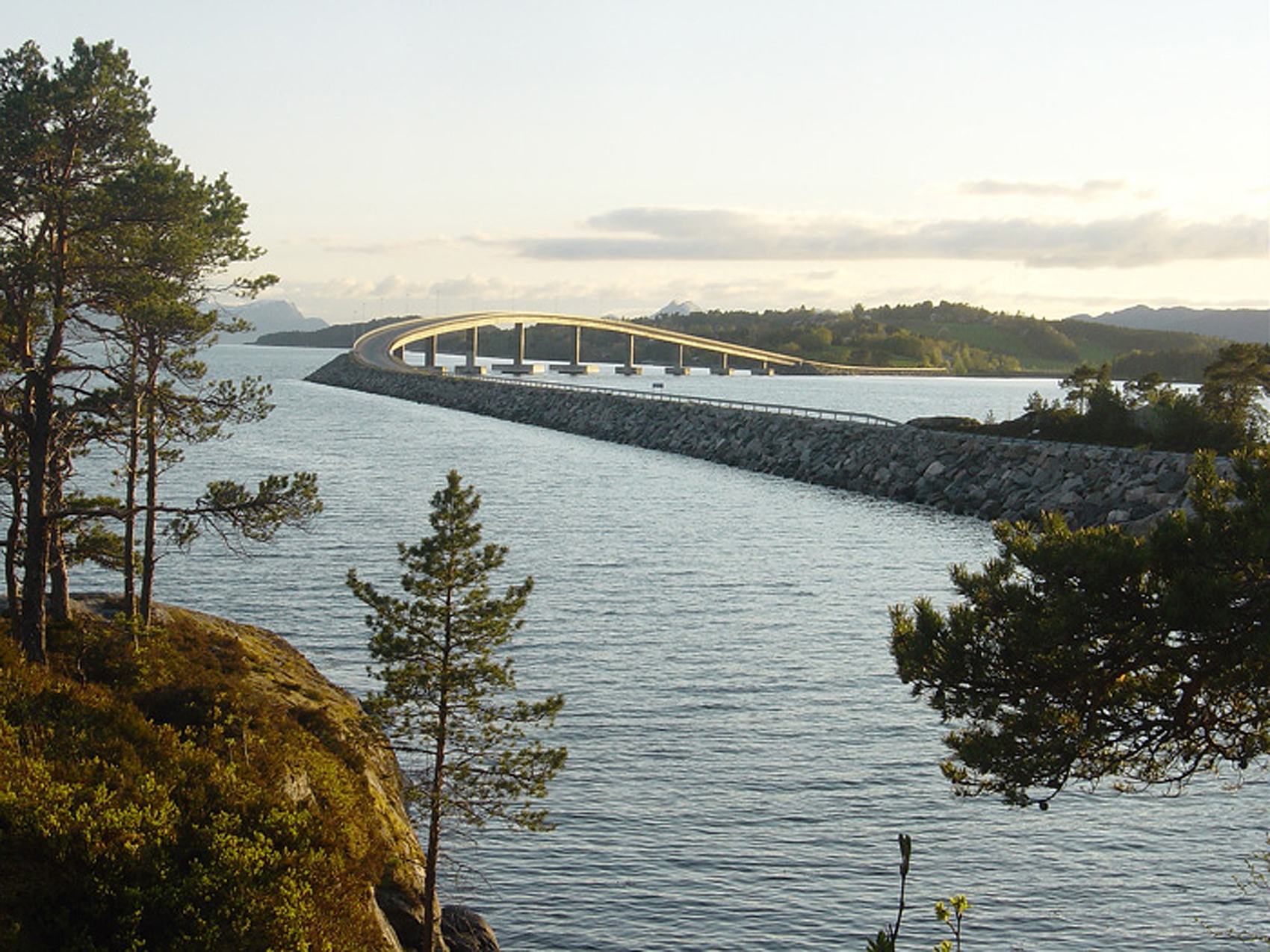
Atlantikstraße (Bolsøysundbrua)

Aus dem Süden führt mittels Fähre die Europastraße 39 (E39) in den Westen der Kommune. Die Fähre führt über den Fjord direkt in die Stadt Molde. Von dort führt sie entlang der Küste weiter in den Osten, bevor sie in den Nordosten abknickt. Die E39 stellt in Richtung Südwesten die Verbindung zwischen Molde und Ålesund her. Der Fylkesvei 64, auch bekannt unter dem Namen Atlantikstraße, bindet die Stadt Molde, teils über Tunnel und Brücken, an Åndalsnes in der Nachbarkommune Rauma an. Åndalsnes liegt auf der gegenüberliegenden Seite des Romsdalsfjords und ist der einzige Ort des Fylkes mit einer Eisenbahnanbindung.
Der Flughafen Molde-Arø ist ein Flughafen etwas östlich des Stadtzentrums von Molde. Der Flughafen liegt an der Küste des Moldefjords. Die Hurtigruten läuft auf ihren Fahrten den Hafen von Molde an.

### Wirtschaft
Die Stadt Molde fungiert als wirtschaftliches Zentrum für die Region Romsdalen und das gesamte Fylke. Die Fischerei und die Landwirtschaft sind etwa gleich bedeutend, im Vergleich zu anderen Branchen insgesamt jedoch nicht sehr vertreten. Für die Industrie ist die Metallindustrie der bedeutendste Industriezweig. Mit dem Übergang der früheren Kommune Midsund, kamen mehrere Wasserkraftwerke zur Kommune Molde hinzu. Mit einer durchschnittlichen Jahresproduktion von jeweils mindestens 10 GWh sind die Kraftwerke Istad, Meisal II, Kandalen, Dokkelva, Gryneselva und Skorga die größten. Istad wurde im Jahr 1919 in Betrieb genommen. Die Durchschnittsproduktion in den Jahren von 1991 bis 2020 lag bei 21,7 GWh. Im Jahr 2021 arbeiteten von rund 16.300 Arbeitstätigen etwa 13.500 in Molde selbst, jeweils über 200 Personen pendelten in die Kommunen Hustadvika, Oslo und Ålesund. Mit knapp 19.300 Arbeitsplätzen in der Kommune Molde besteht insgesamt ein Überschuss an Arbeitsplätzen und es pendeln viele Personen aus den umliegenden Kommunen nach Molde.

## Kultur, Religion und Sport

### Kultur

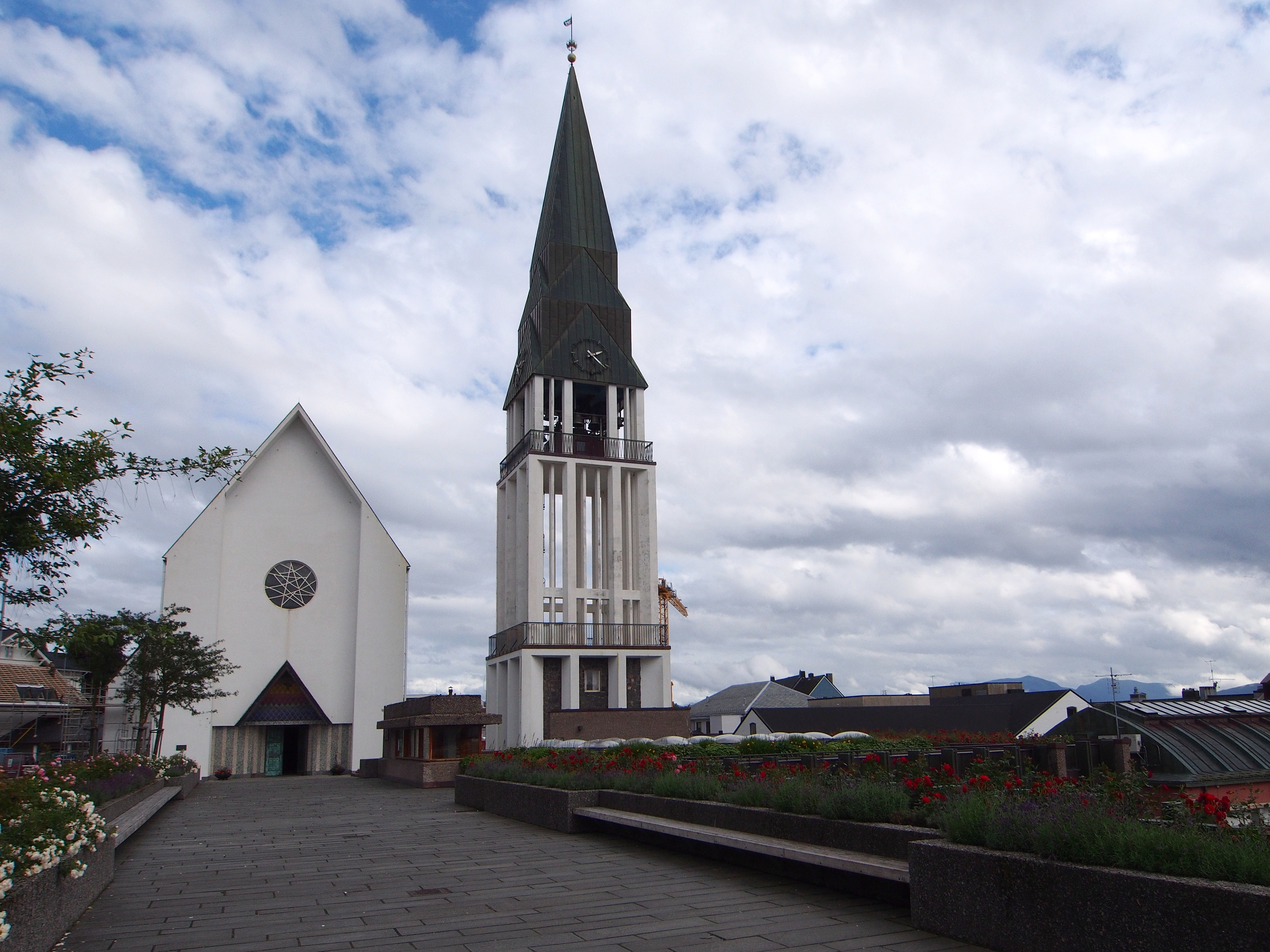
Dom zu Molde

Seit dem Jahr 1961 findet in Molde jährlich das überregional bekannte Jazzfestival Moldejazz statt, das tausende Musiker und Touristen anzieht. Neben dem Jazz-Festival gibt es seit 1992 noch das Literaturfestival Bjørnson Festival. Der Name leitet sich von Bjørnstjerne Bjørnson ab.

### Kirchen
In der Kommune stehen mehrere Kirchen. Hauptkirche ist die Molde Domkirke, der Dom zu Molde. Der Dom wurde im Jahr 1957 unter Leitung des Architekten Finn Bryn erbaut und hat rund 700 Sitzplätze. Die Kirche erhielt im Jahr 1983 den Status als Dom, als das Bistum Møre gegründet wurde. Die Orgel wurde vom österreichischen Orgelproduzenten Rieger Orgelbau hergestellt und im Jahr 1999 eingebaut.

### Sport
Die bekanntesten Sportvereine der Stadt sind der Molde Fotballklubb und der Molde Håndballklubb.

## Name und Wappen
Das seit 1742 offizielle Wappen der Kommune zeigt einen schwarzen Wal, der eine goldene Tonne vor sich her treibt, auf blauem Hintergrund. Molde wurde im Jahr 1604 als Molde Fiære erwähnt. Der Name leitet sich vom altnordischen Namen Moldar ab, der Pluralform des Wortes mold (deutsch Humus, Muttererde, Erde).
Die Stadt wird im Gedicht Til Molde, das Bjørnstjerne Bjørnson im Jahr 1878 schrieb, als „Stadt der Blumen“ (blomsternes by) bezeichnet. In den Jahren darauf begannen auch Zeitungen, die Stadt so zu titulieren. Der Beiname „Stadt der Rosen“ (Rosenes by) entstand erst um das Jahr 1900. Der Dichter Nils Collett Vogt verwendete den Ausdruck in den Jahren 1906 bis 1907.

## Sehenswürdigkeiten

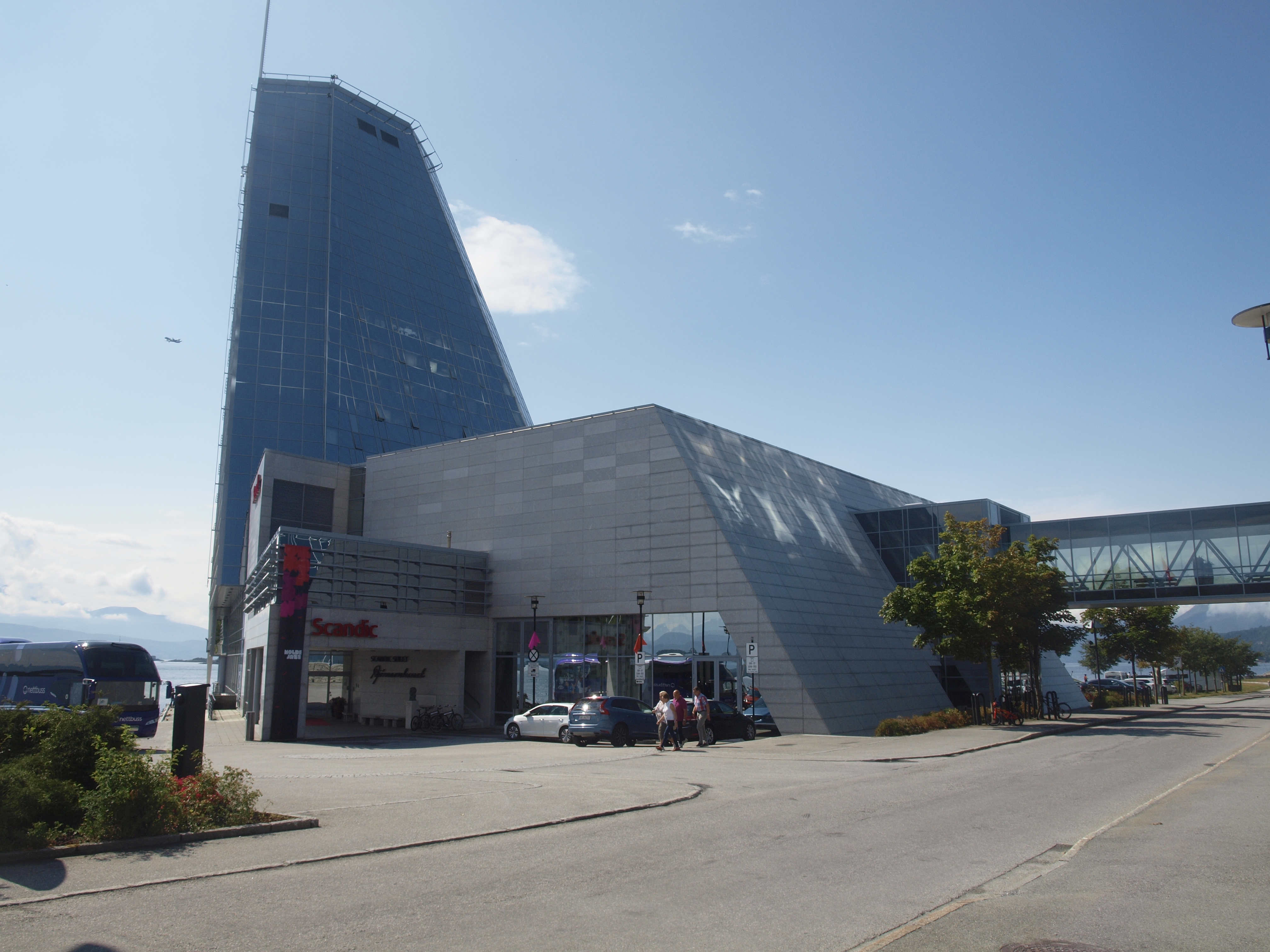
Hotel Scandic Seilet

Markantestes Gebäude auf der Seeseite der Stadt ist der Glasbau des Scandic-Seilet-Hotels, dessen Architektur an die Gestalt eines Segelschiffs erinnert.

## Städtepartnerschaften
Molde hat folgende nordische Partnerstädte:
- Borås in Schweden
- Mikkeli in Finnland
- Vejle in Dänemark

## Persönlichkeiten
- Lars Hansen (1869–1944), Schriftsteller
- Nini Roll Anker (1873–1942), Schriftstellerin
- Otto Berg (1906–1991), Weitspringer
- Leif Hamre (1914–2007), Schriftsteller und Soldat
- Else Breen (1927–2025), Schriftstellerin
- Arne Solli (1938–2017), General
- Jan Olaf Roaldset (* 1946), Skispringer
- Kjell Magne Bondevik (* 1947), ehemaliger Ministerpräsident
- Ingolf Mork (1947–2012), Skispringer
- Terje Venaas (1947–2025), Jazzbassist
- Ole Christian Kvarme (* 1948), lutherischer Theologe, Bischof von Oslo
- Kjell Inge Røkke (* 1958), Geschäftsmann
- Ole Kristian Silseth (* 1958), Radrennfahrer
- Ole Christian Eidhammer (* 1965), Skispringer
- Tore Aleksandersen (1968–2023), Volleyball-Trainer
- Kjetil Rekdal (* 1968), Fußballspieler
- Vegard Øverås Lied (* 1971), Radrennfahrer
- Jim Svenøy (* 1972), Hindernisläufer
- Bård Inge Pettersen (* 1973), Beachvolleyballspieler
- Andrine Flemmen (* 1974), Skirennläuferin
- Paal Nilssen-Love (* 1974), Jazz-Schlagzeuger
- Stian Vatne (* 1974), Handballspieler und -trainer
- Kurt Asle Arvesen (* 1975), Radrennfahrer und Sportlicher Leiter
- Ane Brun (* 1976), Liedermacherin
- Håvard Bjerkeli (* 1977), Skilangläufer
- Birgitte Sættem Jomaas (* 1978), Handballspielerin und -trainerin
- Daniel Herskedal (* 1982), Jazzmusiker
- Kari Vikhagen Gjeitnes (* 1985), Skilangläuferin
- Magnus Wolff Eikrem (* 1990), Fußballspieler
- Ragnhild Mowinckel (* 1992), Skirennläuferin
- Anniken Obaidli (* 1995), Handballspielerin
- Mona Obaidli (* 1997), Handballspielerin
- Sander Svendsen (* 1997), Fußballspieler
- Ragnhild Valle Dahl (* 1998), Handballspielerin
- Tuva Halse (* 1999), Jazzmusikerin
- Amanda Jacobsen Andradóttir (* 2003), norwegisch-isländische Fußballspielerin